# Grákollur (bergstopp i Island, Suðurland)
Grákollur är en bergstopp i republiken Island. Den ligger i regionen Suðurland, 130 km öster om huvudstaden Reykjavík. Toppen på Grákollur är 961 meter över havet.
Trakten runt Grákollur är nära nog obefolkad, med mindre än två invånare per kvadratkilometer. Det finns inga samhällen i närheten. Trakten runt Grákollur består i huvudsak av gräsmarker.